# Слаим
 Слаим — село Торбеевского района Республики Мордовия в составе Кажлодского сельского поселения. 

## География
Находится на расстоянии примерно 7 километров по прямой на юго-запад от районного центра поселка Торбеево.

## История
Русское село возникло в XVI веке на землях, пожалованных темниковскому татарскому служилому роду мурз Исламовых. В 1866 году было учтено как казенное село Спасского уезда из 73 дворов.

## Население
Постоянное население составляло 170 человек (русские 80%) в 2002 году, 138 в 2010 году .

## Известные уроженцы
Денисов Александр Константинович (1913—1991) — советский учёный-лесовод, доктор сельскохозяйственных наук, профессор. Заведующий кафедрой лесоводства и дендрологии Марийского политехнического института (1971—1979). Заслуженный лесовод Марийской АССР (1966), заслуженный деятель науки и техники МАССР (1972). Член Научно-технического совета Министерства лесного хозяйства РСФСР. Участник Великой Отечественной войны.